# Kリーグ2
Kリーグ2（K리그2、K League 2）は、大韓民国（韓国）におけるプロサッカーの2部リーグである。2013年に設立された。Kリーグ1と同様に大韓サッカー協会（KFA）傘下の韓国プロサッカー連盟によって運営されている。リーグスポンサーの協賛によりハナ1Q Kリーグ2と呼ばれる。
韓国には3部と4部相当のリーグとしてKFAが運営するセミプロリーグのK3リーグとK4リーグが存在するが、K3リーグとK4リーグの間で昇降格は行われるが、Kリーグ2とK3リーグの間での昇降格は行われていない。ただし、2024年3月28日に大韓サッカー協会と韓国プロサッカー連盟が2026年シーズンからKリーグ2とK3リーグの間で昇降格を行うことで合意したことが発表されている。

## 歴史
2012年までの韓国のサッカーピラミッドではKリーグが1部、ナショナルリーグ（2005年まではK2リーグ）が2部に相当するリーグであった。かつて両リーグ間の昇降格制度の導入を目指していたが、2006年のナショナルリーグ優勝を果たした高陽国民銀行が昇格権を放棄して以来、昇降格制度は形骸化しつつあった。2011年7月、韓国プロサッカー連盟は昇降格制度を含む1・2部制の2013年からの導入を発表した。
2013年1月3日、韓国プロサッカー連盟は1部リーグのKリーグからKリーグクラシックへの改称、新設される2部リーグの名称がKリーグとなることを発表した。そして3月11日、2部リーグはKリーグチャレンジという名称にし、1部リーグとの差別化を図ることにした。
初年度のKリーグチャレンジは旧Kリーグから降格した尚州尚武FC、光州FC、ナショナルリーグに参加していた高陽Hi FC、水原FC、忠州ヒュンメルFC、チャレンジャースリーグに参加していた富川FC 1995、Rリーグに参加していた韓国警察庁サッカー団、新設クラブのFC安養の8チームで構成された。
2年目の2014年はKリーグクラシックに昇格した尚州尚武FCの代わりに、降格した大田シチズン、江原FC、大邱FCが加わり10チームで構成された。2015年シーズンよりソウルイーランドFC、2017年シーズンより安山グリナースFCが加入し、代わりに高陽ザイクロFC（旧高陽Hi FC）と忠州ヒュンメルFCが脱退したため以降は10クラブが所属している。2018年よりKリーグチャレンジからKリーグ2に改称された。

## 大会形式
| 年   | リーグ名                          | チーム数 | 試合数 | フォーマット                    |
| ---- | --------------------------------- | -------- | ------ | ------------------------------- |
| 2013 | 現代オイルバンクKリーグチャレンジ | 8        | 35     | 単一リーグ+入れ替え戦           |
| 2014 | 現代オイルバンクKリーグチャレンジ | 10       | 36     | 単一リーグ+自動昇格・入れ替え戦 |
| 2015 | 現代オイルバンクKリーグチャレンジ | 11       | 40     | 単一リーグ+自動昇格・入れ替え戦 |
| 2016 | 現代オイルバンクKリーグチャレンジ | 11       | 40     | 単一リーグ+自動昇格・入れ替え戦 |
| 2017 | 現代オイルバンクKリーグチャレンジ | 10       | 36     | 単一リーグ+自動昇格・入れ替え戦 |
| 2018 | 現代オイルバンクKリーグ2          | 10       | 36     | 単一リーグ+自動昇格・入れ替え戦 |
| 2019 | 現代オイルバンクKリーグ2          | 10       | 36     | 単一リーグ+自動昇格・入れ替え戦 |
| 2020 | ハナ1Q Kリーグ2                   | 10       | 27     | 単一リーグ+自動昇格・入れ替え戦 |
| 2021 | ハナ1Q Kリーグ2                   | 10       | 36     | 単一リーグ+自動昇格・入れ替え戦 |
| 2022 | ハナ1Q Kリーグ2                   | 11       | 40     | 単一リーグ+自動昇格・入れ替え戦 |
| 2023 | ハナ1Q Kリーグ2                   | 13       | 36     | 単一リーグ+自動昇格・入れ替え戦 |

### 2013年
8クラブが参加し、開催期間は3月16日から11月30日。各チーム5回ずつの総当たり（ホーム・アンド・アウェー2試合ずつ+どちらか一方での1試合）35試合を行う。ただし、韓国警察庁サッカー団については本拠地の龍仁市警察学校グラウンドがKリーグの基準スペックを満たしていないため、例外としてホームゲーム扱いの試合も敵地での開催となっている。
2014年からKリーグ1が12チーム（2013年は暫定で14チーム）の固定大会となるため、この年は自動昇格はなく、Kリーグ2の優勝チームがKリーグクラシックの決勝リーグ・グループB（下位リーグ）で5位（通算12位）となったチームとホーム&アウェー方式の入れ替え戦を行う。ただし韓国警察庁が優勝した場合は入れ替え戦は行わず、2位のチームの繰り上げ出場も認められない。なお当面はKリーグ2と3部に当たるナショナルリーグとの直接の入れ替えは行わない予定である。

### 2014年
2014年からはKリーグクラシックは12チーム固定となっており、これに伴い2014年のKリーグチャレンジは10チームによる4回総当たりとなる。入れ替えについては、クラシックの決勝リーググループB（下位6チーム）の最下位（通算12位）とチャレンジの優勝チームとの間で自動入れ替え、クラシックのグループBの5位（通算11位）とチャレンジ側は2位-4位の間による「入れ替え戦出場プレーオフ」を行い（1回戦は3位-4位、2回戦は2位-1回戦勝者の組み合わせで、いずれも一発勝負。日本のJ1昇格プレーオフ同様、90分間で引き分けの場合は上位順位のクラブが勝ち抜け）、そこで優勝したチームとの間でホーム&アウェー方式の入れ替え戦を行う。クラシックへの昇格権のないクラブが上位に入った場合、昇格の権利は下位クラブに移る。

### 2015年 - 現在
2015年から2016年までは新規参加チームが加わり、11チームだった。2017年からは1チームが加盟、2チームが脱退により10チームとなった。2022年には金浦FCが、翌2023年には忠北清州FCと天安シティFCがKリーグに入会。さらに2025年からは華城FCがKリーグに入会し、Kリーグ2は14チームで争われる事になる。

## 出場選手登録枠
Kリーグ2においては、2024年シーズンまでは通常外国人枠3人、AFC加盟国枠1人、ASEAN枠1人まで登録可能、最大4人まで出場可能という規定であったが、2025年シーズンからAFC加盟国枠、ASEAN枠ともに廃止され、国籍を問わず外国人枠は5人まで登録でき、最大4人まで出場可能となる。AFC加盟国枠、いわゆるアジア枠の廃止は他のAFC加盟国においても廃止されている傾向を踏まえたもので2023年末に決定していたが、2024年シーズンについては多くのクラブでアジア枠の選手の契約が残っている点を踏まえて1シーズンの猶予期間を設けた形である。一方、ASEAN枠については効用性が高くないという複数クラブの意見から廃止となった。
また、「U-22（22歳以下）出場義務規定」があり、22歳以下の選手の先発出場した人数に応じて、その試合の交代枠が定められている。
- 22歳以下の選手が先発出場しなかった場合：交代枠2人
- 22歳以下の選手が1人だけ先発し、かつ追加の交代出場がなかった場合：交代枠3人
- 22歳以下の選手が2人以上先発するか、1人先発、かつ1人交代出場した場合：交代枠5人

さらに2025年シーズンからは「ホームグロウン制度」が導入され、韓国以外の外国籍のユース選手についても韓国国内のアマチュア育成チームなど一定期間以上活動した場合には国内選手として扱われる。

## 所属クラブ
- 2025シーズン。Kリーグ1に所属経験のあるクラブは背景を としている。

| クラブ名                 | ホームタウン   | スタジアム                 | 2024年順位    | 参加年 |
| ------------------------ | -------------- | -------------------------- | ------------- | ------ |
| 安山グリナースFC         | 京畿道安山市   | 安山ワースタジアム         | Kリーグ2 11位 | 2017-  |
| 富川FC 1995              | 京畿道富川市   | 富川総合運動場             | Kリーグ2 8位  | 2013-  |
| 釜山アイパーク           | 釜山広域市     | 九徳運動場                 | Kリーグ2 5位  | 2021-  |
| 天安シティFC             | 忠清南道天安市 | 天安総合運動場             | Kリーグ2 9位  | 2023-  |
| 忠北清州FC               | 忠清北道清州市 | 清州総合運動場             | Kリーグ2 10位 | 2023-  |
| 忠南牙山FC               | 忠清南道牙山市 | 李舜臣総合運動場           | Kリーグ2 2位  | 2020-  |
| 金浦FC                   | 京畿道金浦市   | 金浦ソルトサッカー競技場   | Kリーグ2 7位  | 2022-  |
| 慶南FC                   | 慶尚南道昌原市 | 昌原サッカーセンター       | Kリーグ2 12位 | 2020-  |
| 華城FC                   | 京畿道華城市   | 華城総合運動場             | -             | 2025-  |
| 仁川ユナイテッドFC       | 仁川広域市     | 仁川サッカー競技場         | Kリーグ1 12位 | 2004-  |
| 全南ドラゴンズ           | 全羅南道光陽市 | 光陽専用球技場             | Kリーグ2 4位  | 2019-  |
| 城南FC                   | 京畿道城南市   | 炭川総合運動場             | Kリーグ2 13位 | 1989-  |
| ソウルイーランドFC       | ソウル特別市   | ソウルオリンピック主競技場 | Kリーグ2 3位  | 2015-  |
| 水原三星ブルーウィングス | 京畿道水原市   | 水原ワールドカップ競技場   | Kリーグ2 6位  | 1996-  |

### 脱退したクラブ
| クラブ名         | ホームタウン   | スタジアム     | 参加年    |
| ---------------- | -------------- | -------------- | --------- |
| 高陽ザイクロFC   | 京畿道高陽市   | 高陽総合運動場 | 2013-2016 |
| 忠州ヒュンメルFC | 忠清北道忠州市 | 忠州総合運動場 | 2013-2016 |

## 結果

### 歴代優勝クラブ
| 年   | 優勝クラブ         | MVP                            | 得点王                       |
| ---- | ------------------ | ------------------------------ | ---------------------------- |
| 2013 | 尚州尚武FC         | 李根鎬（尚州尚武）             | 李根鎬（尚州尚武）           |
| 2014 | 大田シチズン       | アドリアーノ（大田）           | アドリアーノ（大田）         |
| 2015 | 尚州尚武FC         | ジョナサン（大邱）             | ジョナサン（大邱）           |
| 2016 | 安山ムグンファFC   | 金東燦（大田）                 | 金東燦（大田）               |
| 2017 | 慶南FC             | マルコン（慶南）               | マルコン（慶南）             |
| 2018 | 牙山ムグンファFC   | 羅相浩（光州FC）               | 羅相浩（光州FC）             |
| 2019 | 光州FC             | フィリペ・シルバ（光州FC）     | フィリペ・シルバ（光州FC）   |
| 2020 | 済州ユナイテッドFC | 安柄俊（水原FC）               | 安柄俊（水原FC）             |
| 2021 | 金泉尚武FC         | 安柄俊（釜山）                 | 安柄俊（釜山）               |
| 2022 | 光州FC             | 安泳奎（光州FC）               | 柳康鉉（慶南）               |
| 2023 | 金泉尚武FC         | バルディヴィア（全南）         | ルイス・ミナ（金浦）         |
| 2024 | FC安養             | マテウス・オリヴェイラ（安養） | ブルーノ・モタ（天安シティ） |

### クラブ別優勝回数
| クラブ名           | 優勝 | 準優勝 | 優勝年度   |
| ------------------ | ---- | ------ | ---------- |
| 光州FC             | 2    | 1      | 2019, 2022 |
| 金泉尚武FC         | 2    | 0      | 2021, 2023 |
| 尚州尚武FC         | 2    | 0      | 2013, 2015 |
| 安山ムグンファFC   | 1    | 2      | 2016       |
| 大田シチズン       | 1    | 2      | 2014       |
| 済州ユナイテッドFC | 1    | 0      | 2020       |
| 牙山ムグンファFC   | 1    | 0      | 2018       |
| 慶南FC             | 1    | 0      | 2017       |
| FC安養             | 1    | 0      | 2024       |
| 釜山アイパーク     | 0    | 3      |            |
| 水原FC             | 0    | 2      |            |
| 城南FC             | 0    | 1      |            |
| 大邱FC             | 0    | 1      |            |

## 歴代昇降格クラブ
Kリーグ間の昇格・降格チーム
- 太字=自動昇・降格。Kリーグクラシック最下位<12位>とKリーグチャレンジ1位クラブ間。ただし2012年はチーム数削減のため、下位2チーム<15・16位>自動降格のみで昇格はなし。2013年は自動昇格はなく下位2チーム<13・14位>が自動降格。
- 普通字体=入れ替え戦の結果による昇・降格。Kリーグクラシックの11位とKリーグチャレンジ2位クラブ間。ただし2012年は昇格なし。2013年は自動昇格がなく、Kリーグクラシック12位とKリーグチャレンジ1位クラブの入れ替え戦によって決定。

Kリーグ新規参入チーム
- 太字=新結成チーム。
- 普通字体=下部リーグからの参入。

| 年   | 昇格クラブ                 | 降格クラブ                   | 新規参入クラブ                                                                 | 脱退したクラブ                   |
| ---- | -------------------------- | ---------------------------- | ------------------------------------------------------------------------------ | -------------------------------- |
| 2013 | 尚州尚武FC                 | 大田シチズン、江原FC、大邱FC | FC安養、富川FC 1995、忠州ヒュンメルFC、高陽Hi FC、韓国警察庁サッカー団、水原FC | なし                             |
| 2014 | 大田シチズンFC、光州FC     | 尚州尚武FC、慶南FC           | ソウルイーランドFC                                                             | なし                             |
| 2015 | 尚州尚武FC、水原FC         | 大田シチズン、釜山アイパーク | なし                                                                           | なし                             |
| 2016 | 大邱FC、江原FC             | 水原FC、城南FC               | 安山グリナースFC                                                               | 高陽ザイクロFC、忠州ヒュンメルFC |
| 2017 | 慶南FC                     | 光州FC                       | なし                                                                           | なし                             |
| 2018 | 城南FC                     | 全南ドラゴンズ               | なし                                                                           | なし                             |
| 2019 | 光州FC、釜山アイパーク     | 済州ユナイテッドFC、慶南FC   | なし                                                                           | なし                             |
| 2020 | 済州ユナイテッドFC、水原FC | 釜山アイパーク、尚州尚武FC   | なし                                                                           | なし                             |
| 2021 | 金泉尚武FC                 | 光州FC                       | なし                                                                           | なし                             |
| 2022 | 光州FC、大田ハナシチズン   | 城南FC、金泉尚武FC           | 金浦FC                                                                         | なし                             |
| 2023 | 金泉尚武FC                 | 水原三星ブルーウィングス     | 天安シティFC、忠北清州FC                                                       | なし                             |
| 2024 | FC安養                     | 仁川ユナイテッドFC           | なし                                                                           | なし                             |